# 22791 Twarog
22791 Twarog (1999 LL7) là một tiểu hành tinh vành đai chính được phát hiện ngày 14 tháng 6 năm 1999 bởi G. Bell ở Farpoint Observatory.